# Летняя сказка
«Летняя сказка» (фр. Conte d'été) — лирическая кинокомедия режиссёра Эрика Ромера, вышедшая на экраны 5 июня 1996 года.

## Сюжет
Восемнадцатый полнометражный фильм Ромера и третий из цикла «Сказки четырёх времён года».
Понедельник, 17 июля. В Динар, на северное побережье Бретани приезжает на каникулы юный математик и музыкант-любитель Гаспар. К нему должна присоединиться подруга Лена, которую он обещал отвезти на Уэссан, но девушка внезапно укатила в Испанию, не оставив ни адреса, ни телефона. В кафе Гаспар знакомится с Марго, студенткой-этнологом, которая летом подрабатывает официанткой. Девушка проявляет инициативу при знакомстве, но предлагает Гаспару только дружбу, поскольку у неё есть жених-археолог, в данный момент находящийся в Полинезии.
Поскольку по прошествии недели Лена так и не появилась, Марго указывает Гаспару на местную красотку Солен, которая к нему неравнодушна, и только что отшила двоих парней. Юноша дарит новой подруге песню «Fille de corsaire», которую сочинял для Лены, но Солен оказывается не столь доступной, как могло показаться. В отношениях с Марго также наступает кризис, поскольку Гаспар обещал обеим девушкам поездку на Уэссан, и теперь вынужден отказываться и пускаться в объяснения.
Неожиданно появляется Лена, неуравновешенная особа, которой Гаспар также не очень интересен в качестве любовника, но она напоминает ему про обещанную поездку на Уэссан. Герой оказывается в безвыходном положении, и только неожиданный звонок приятеля, сообщающего о возможности купить с рук по сходной цене 16-канальный магнитофон (для чего надо срочно ехать в Ла-Рошель), позволяет Гаспару, не потеряв лица, выпутаться из дурацкой ситуации. Он сообщает об отъезде одной Марго, и после нежного прощания, при котором девушка намекает, что всё ещё возможно, в воскресенье 6 августа отбывает на пароме из Динара.

## В ролях
- Мельвиль Пупо — Гаспар
- Аманда Лангле — Марго
- Гвенаэль Симон — Солен
- Орелья Нолен — Лена
- Ален Гёллаф — дядя Ален
- Эвелин Лаана — тетя Мевен
- Ив Герен — аккордеонист
- Франк Кабо — кузен Лены
- Эме Лефевр — бывший новоземелец

## О фильме
«Летняя сказка» считается наиболее изящным из фильмов о четырёх временах года и, наряду с «Полиной на пляже» и «Зеленым лучом», одной из самых чувственных картин Ромера, соединяя основательность «Моральных историй» с легкостью «Комедий и пословиц».
Об истории создания фильма, снятого в 1995 году, подробно рассказывалось в 502 и 503 номерах Cahiers du cinéma (май—июнь 1996), а его детальному исследованию посвящена монография Мартена Барнье и Пьера Бейло «Анализ произведения: Летняя сказка. Э. Ромер, 1996», вышедшая в 2011 году. В 2005 году Франсуаза Этчегарай и Жан-Анре Фьески выпустили д/ф «Производство „Летней сказки“», содержащий интервью с режиссёром, актерами и членами съемочной группы.

### Создание фильма
На протяжении всей жизни Ромер вел записи, из которых впоследствии формировались сценарии и диалоги. В основе замысла фильма лежат юношеские воспоминания режиссёра, познакомившегося с тремя девушками, и так и не сумевшего сделать выбор. Реплики героев фильма 1996 года повторяют дневниковые записи, сделанные за 50 лет до этого.
По словам режиссёра, у него не было недостатка в исполнительницах женских ролей, поскольку многие молодые актрисы писали ему, предлагая свои услуги, и оставалось только выбирать. С мужскими персонажами было сложнее, поскольку молодые актеры не проявляли подобного энтузиазма.
В случае с исполнительницей главной женской роли режиссёр обошелся без кастинга, сразу пригласив Аманду Лангле, в 1983 году игравшую в «Полине на пляже». Она была утверждена первой, за год до начала съёмок.
Ромер предложил ей на выбор несколько имен для персонажа, и актриса выбрала имя Марго, что оказалось удачным совпадением, поскольку так зовут и героиню песни Santiano, звучащей в финале.
Обычный режиссёрский метод Ромера состоял в тщательной подготовке к съёмочному процессу, долгих беседах с актёрами, позволявших более точно выстроить экранный облик персонажей. В результате, по словам Аманды Лангле: «В период подготовки к фильму я была в близких отношениях с Марго, и я чувствовала, что в ситуациях, аналогичных с теми, где она находилась, я бы реагировала таким же образом».
Орелья Нолен получила сценарий за четыре месяца до съёмок. Гвенаэль Симон в своё время написала Ромеру, приглашая посмотреть на неё в театре. Через год после первой встречи режиссёр с ней связался, поскольку требовалась актриса, умевшая петь.
Поиски актёра на главную роль затянулись, но благодаря Ариэль Домбаль Ромер познакомился с подававшим надежды Мельвилем Пупо. Умение юного дарования играть на гитаре побудило режиссёра изменить сценарий, добавив в сюжет сочинение песни.
Благодаря тщательной и долгой подготовке сами съёмки прошли быстро.

### Особенности стиля
Персонажи фильма находятся в сложном движении, сопровождаемом диалогами, и исследователи творчества Ромера скрупулезно высчитали хронометраж и описали динамику каждой сцены, отметив сложность анализа композиции, поскольку Ромер намеренно разрушает классические принципы сценарной структуры — так называемую «голливудскую парадигму».
Драматическая прогрессия фильма, лишь в нескольких пунктах скрепленная функциональными связями, содержит четыре момента повествовательной бифуркации, меняющих развитие сюжета, причем эти повороты вполне случайны, и не являются следствием поступков героя, который трижды оказывается в тупиковых ситуациях, запутывается к концу фильма окончательно, и лишь бегство из Бретани под благовидным предлогом позволяет ему выйти из положения без особого нравственного урона.
Мелодическая линия рассказа, выраженная в различном темпоритме сцен и особой манере движения для каждого из женских персонажей, исследуется отдельно, так же как и пространственная динамика, поскольку сцены в закрытом помещении у Гаспара происходят только с Солен, что, по мнению критиков, также имеет некое особое значение.
В фильмах Ромера география вообще всегда связана с сюжетной интригой, и в этой ленте «сторона Динара» у Марго, и «сторона Сен-Люнера» у Лены служат аллюзиями на прустовские направления «в сторону Свана» и «Германтов», а остров Уэссан, на котором никто из героев не был, оказывается местом недостижимой любовной утопии.
Критики усматривают некоторое сюжетное сходство этой картины с прежним шедевром Ромера «Моя ночь у Мод», а сцена, в которой Марго демонстрирует свою ногу, отсылает зрителя к фильму «Колено Клер», поскольку колено Аманды Лангле ничуть не хуже, чем у Лоранс де Монаган.

## Номинации и релизы
Фильм участвовал в Каннском кинофестивале 1996 года в программе Особый взгляд. Аманда Лангле в 1997 году номинировалась на премию Мишель-Симон в категории лучшей актрисы. В 2000 году лента демонстрировалась в России на телеканале «Культура», в 2006 была выпущена на DVD, а 20 июня 2014 года, через 18 лет после выхода во Франции, состоялась премьера в США.

## Комментарии
1. ↑  Солен камера берет статичными фронтальными планами, Лену боковыми в движении, и только Марго представлена как «полноценный» персонаж — ее демонстрируют и в статике, и в движении, в различных ракурсах. Этот стилистический прием подробно разбирается в д/ф «Производство „Летней сказки“»